# Det hysteriska draget
Det hysteriska draget är ett album från 1977 av Anders F Rönnblom.

## Låtlista
1. Hysteriska draget - 5:23
2. Dårar - 2:57
3. Broder, du fick foten - 1:42
4. Mannen på soffan - 3:26
5. Reaktionärt spex - 1:33
6. Missnöje - 3:07
7. Skratta tills tåget går - 4:05
8. Jessica - 2:34
9. Den relativa sanningen - 1:56
10. Sagan om Sven - 4:27
11. Delikatesser - 2:43
12. Sammetssackarin - 3:12
13. Linas dyrbara ord - 2:20
14. Adjö till din vackra mamma - 4:00
15. Märkliga slogans - 1:42 (Bonusspår på F-box utgivningen)
16. Please Don't Burn Our Shithouse Down - 1:21 (Bonusspår på F-box utgivningen)